# 木田 (小惑星)
木田 (きだ、5140 Kida) は小惑星帯に位置する小惑星。上田清二と金田宏が釧路観測所で発見した。
北海道岩内町出身の画家、木田金次郎から命名された。